# Polislagen
Polislagen (1984:387) är en svensk lag som fastställer polisens uppgifter, dess befogenheter och dess organisation. Polislagen förkortas ofta till PL eller PolisL.

## Beskrivning
Lagen beskriver bland annat om hur de olika delarna av polisen ska vara uppbyggda och hur de ska fungera tillsammans. Polislagen styr det mest grundläggande inom det dagliga polisarbetet. Den innehåller regler om hur och när en polisman ska agera vid brottslighet, regler kring polisens våldsanvändning, omhändertagande av personer (i andra fall än då rättegångsbalken är tillämplig), ingripande mot och upplösande av folksamlingar, kroppsvisitation för att söka efter farliga föremål, dokumentation av vidtagna åtgärder mm. 
Polislagen styr större delar i polisens brottsförebyggande arbete. Vilka befogenheter polisen har inom det dagliga polisarbetet. När ett brott har begåtts skall rättegångsbalkens bestämmelser i tillämpliga delar nyttjas och inte polislagens.
I polislagen finns även de grundläggande rättsprinciper som styr större delar av polisens arbete. Behovs-, proportionalitets-, legalitets- och ändamålsprincipen finns föreskrivet i polislagens 8 §.
Enligt polislagens 13 § sägs att "om någon genom sitt uppträdande stör den allmänna ordningen eller utgör en omedelbar fara för denna, får en polisman, när det är nödvändigt för att ordningen skall kunna upprätthållas, avvisa eller avlägsna honom från visst område eller utrymme. Detsamma gäller om en sådan åtgärd behövs för att en straffbelagd handling skall kunna avvärjas".
Kroppsvisitation får utföras i samband med att någon berövas friheten eller avlägsnas eller för att polisen misstänker att en person kan komma att utföra brott. Kroppsvisitationen får ske för att söka efter vapen eller andra farliga föremål eller för att fastställa personens identitet eller om förverkande  kan antas.

## Polisförordningen
I tillägg till Polislagen finns även Polisförordningen som utfärdas av regeringen. Den nu gällande Polisförordningen är Polisförordning (2014:1104). I polisförordningen specificeras vilka som ingår i begreppet polisman, polisens tjänstegrader samt behörighet för anställning.

### Tidigare polisförordningar
- Polisförordning (1984:730)[5][6]
- Polisförordning (1998:1558)[7][8]

## Bakgrund
1975 års polisutredning föreslog i sitt slutbetänkande 1979 att de viktigaste bestämmelserna om polisverksamheten i Sverige skulle föras samman till en särskild polislag.
Polislagen ersatte, vid sitt införande den 1 oktober 1984, lagen (1972:509) om vad som avses med polismyndighet m. m. och lagen (1973:558) om tillfälligt omhändertagande enligt övergångsbestämmelserna.